# Aliki Diplarakou, Lady Russell
Aliki Diplarakou, Lady Russell (em grego: Αλίκη Διπλαράκου; 28 de agosto de 1912 – 30 de outubro de 2002) foi a primeira grega concorrente para ganhar o título Miss Europa em 1930, após vencer o Miss Hellas e concorreu ao Miss Universo. Seu nome foi escrito de várias maneiras, de Alice Diplarakou para Aliki Diplearakos e Aliki Diplarakos.
Em 13 de julho de 1953, ela foi uma peça de destaque em um artigo da Time, A Climax of Sin, que discutiu a transformação do papel das mulheres ao longo da história. Diplarakou foi mencionada por vestir-se em ocasiões como um homem e ir escondida a Monte Atos, onde há mulheres não foram autorizadas.

## Família
Ela era filha de Georgios Diplarakos e sua esposa Elena Nicolessi ou Nicolessis. Ela tinha três irmãs:
- Nada Diplarakos, casou com o diplomata francês André Rodocanachi.
- Cristina Diplarakos, casou com Henri Claudel, um filho de Paul Claudel.[3]
- Edmée Diplarakos, casou com Spiros Vassilopoulos.

Embora a família Diplarakou vivia em Atenas, eram originalmente maniotas de Krini no Peloponeso. O nome de família original Vavouli (Βαβούλη) mas foi alterado para o nome de solteira da avó paterna de Aliki de Diplarakou.

## Casamentos
Diplarakou foi casado duas vezes:
- Paul-Louis Weiller, um aviador francês e diretor do Gnome et Rhône, um filho de Lazare Weiller e da esposa Alice Javal. Eles se casaram em 31 de outubro de 1932. Antes de se divorciar, eles tiveram um filho, Paul-Annick Weiller (Paris, 28 de julho 1933 - Genebra, 2 de novembro de 1998). Seu filho casou-se em Roma, em Santa Maria in Trastevere , em 26 de junho de 1965, Donna Olimpia Emmanuela Torlonia di Civitella-Cesi (27 de dezembro 1943); eles se tornaram os pais da Princesa Sibilla de Luxemburgo.
- Sir John Wriothesley Russell (23 de agosto de 1914 - 3 de agosto de 1984), um diplomata Inglês, que era descendente de John Russell, 6.º Duque de Bedford. Eles se casaram em 15 de dezembro de 1945, o Russells teve dois filhos, Georgiana Alexandra Russell (1947) tornou-se Lady Boothby e Alexander Charles Thomas Wriothesley Russell (1950).